# Leyecita infantil de Van Houten

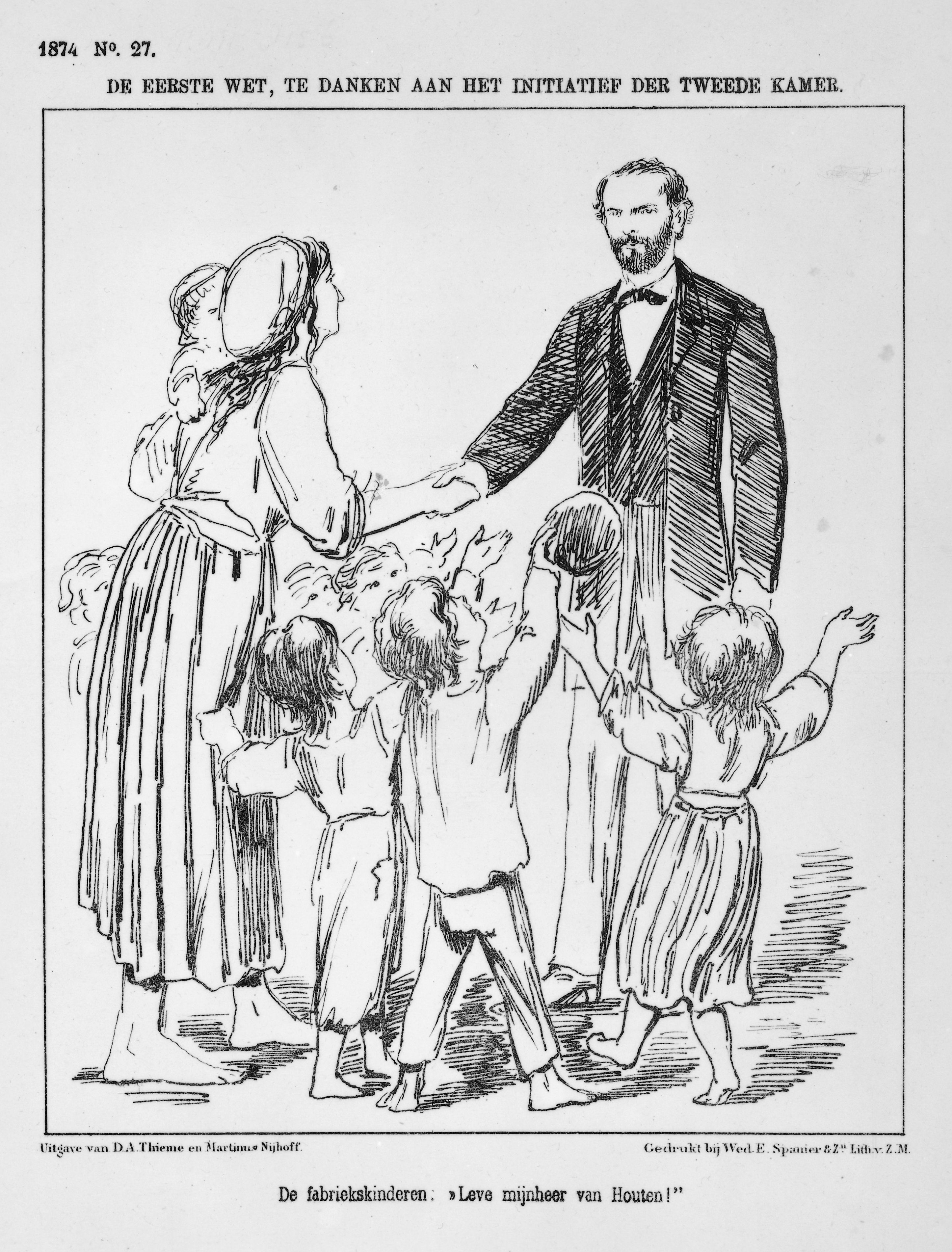
Los niños de fábrica: "Viva el señor Van Houten", 1874, Elias Spanier.

La Ley conteniendo medidas para contrarrestar el trabajo excesivo y el abandono infantil, más conocida como la leyecita infantil de Van Houten (en neerlandés: kinderwetje van Van Houten), fue una ley neerlandesa que prohibió el trabajo industrial para niños menores de 12 años. Fue adoptada en 1874 y es considerada como el primer acto de legislación social en los Países Bajos.
La ley fue iniciativa de Samuel van Houten, miembro liberal de la Segunda Cámara, la cámara baja del parlamento neerlandés. Aunque es considerado como acto de legislación social, Van Houten no tenía tal intención. Era conocido como proponente de la política económica de laissez faire y se opuso a intervención del estado en la economía. Sin embargo, consideraba que el trabajo infantil era un 'saqueo' de la potencia económica de generaciones futuros del país, y que eso justificaba su prohibición.
La ley no prohibió el trabajo agrario ni doméstico y estableció una multa de 3 a 25 florines o hasta tres días de prisión para su violación. Como no se estableció ningún mecanismo de control, en la práctica la 'leyecita' tenía pocos efectos. El trabajo infantil en los Países Bajos se terminó efectivamente con la introducción de educación obligatoria para niños de 6 y 12 años en 1900.
- Datos: Q2398172
- Multimedia: Kinderwetje van Van Houten / Q2398172